# Mastixis dukinfieldi
Mastixis dukinfieldi är en fjärilsart som beskrevs av William Schaus 1916. Mastixis dukinfieldi ingår i släktet Mastixis och familjen nattflyn. Inga underarter finns listade i Catalogue of Life.